# RIP
Protocolul de Rutare a Informației (RIP, Routing Information Protocol în engleză) este un protocol de rutare de tip distanță-vector ce implică utilizarea ca metrică de rutare a numărului de pași de rutat (hop count). Prin aceasta, RIP previne apariția buclelor de rutare, utilizând o valoare limită maximă ca număr de pași de rutare pe calea de la sursă la destinație. În general, limita este fixată la 15 (o valoare fixată la 16 reprezintă o distanță de rutare infinită, inoperabilă, prin urmare de evitat în selecția procesului de rutare).
La începuturi, fiecare ruter capabil-RIP transmitea la fiecare 30 de secunde tabela sa de rutare. În implementările inițiale, tabelele de rutare erau de dimensiuni reduse și prin urmare traficul suplimentar era redus. Problemele apăreau odată cu dezvoltarea rețelelor când, într-adevăr traficul suplimentar de rețea începea să devină consistent. Odată cu trecerea timpului, acest protocol a fost mai puțin preferat, în comparație cu alte protocoale de rețea precum OSPF sau EIGRP.
RIP utilizează UDP ca protocol de transport și îi este  atribuit portul cu numărul 520.

## Versiuni
S-au stabilit trei versiuni ale acestui protocol: RIPv1, RIPv2 și RIPng.

### RIP versiunea 1
Specificația originală de RIP a fost definita în RFC 1058 (iunie 1988) utiliza rutarea pe baza adresării "classfull". Prin urmare, actualizările periodice, nu includeau și informația de subrețea specifice VLSM, astfel era necesar ca subrețelele existente să fie toate de aceeași dimensiune. Totodată nu există suport pentru autentificarea routerelor făcându-l vulnerabil atacurilor asupra rețelei.

### RIP versiunea 2
Problemele specifice RIPv2 au fost corectate în RFC 1388 (1993) ulterior fiind standardizate sub denumirea RIPv2 (STD56). Astfel, este posibilă transmiterea și a informației de subrețea suportând astfel adresarea CIDR (Classless InterDomain Routing). Limita maximă de 15 rute a fost menținută în ideea păstrării compatibilității cu versiunea anterioară. 
Pentru a evita încărcarea inutilă a gazdelor ce nu sunt implicate în procesul de rutare, routerele ce au implementat protocolul RIPv2 vor transmite tabela de rutare doar routerelor adiacente utilizând o adresă de tip multicast, 224.0.0.9, spre deosebire de RIPv1 ce utiliza o adresare de tip broadcast (adresate tuturor nodurilor din rețea).

### RIPng
RIPng (eng. RIP next generation) a fost definit în RFC 2080 și reprezintă o extensie a lui RIPv1 oferind suport pentru IPv6. 
RIPng trimite actualizări utilizând UDP, pe portul 521, către grupul multicast, pe adresa FF02::9.

## Vezi si
- BGP
- Rutare